# Юлдузка
Юлдузка — река в России, протекает по Бакалинскому району Башкортостана.
Длина реки — 16 км.
Начинается в деревне Александровка. Течёт в общем северо-восточном направлении по южной границе лесного массива через сёла Холодный Ключ и Юльтимировка. Устье реки находится в 9,2 км по левому берегу реки Изяшки у села Ахманово.

## Данные водного реестра
По данным государственного водного реестра России относится к Камскому бассейновому округу, водохозяйственный участок реки — Белая от города Бирск и до устья, речной подбассейн реки — Белая. Речной бассейн реки — Кама.
Код объекта в государственном водном реестре — 10010201612111100026640.